# Wasserschloss Taufkirchen

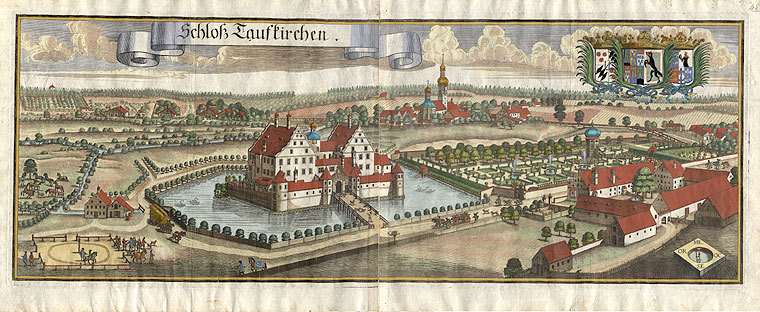
Stich: Schloss Taufkirchen von Norden (um 1700)

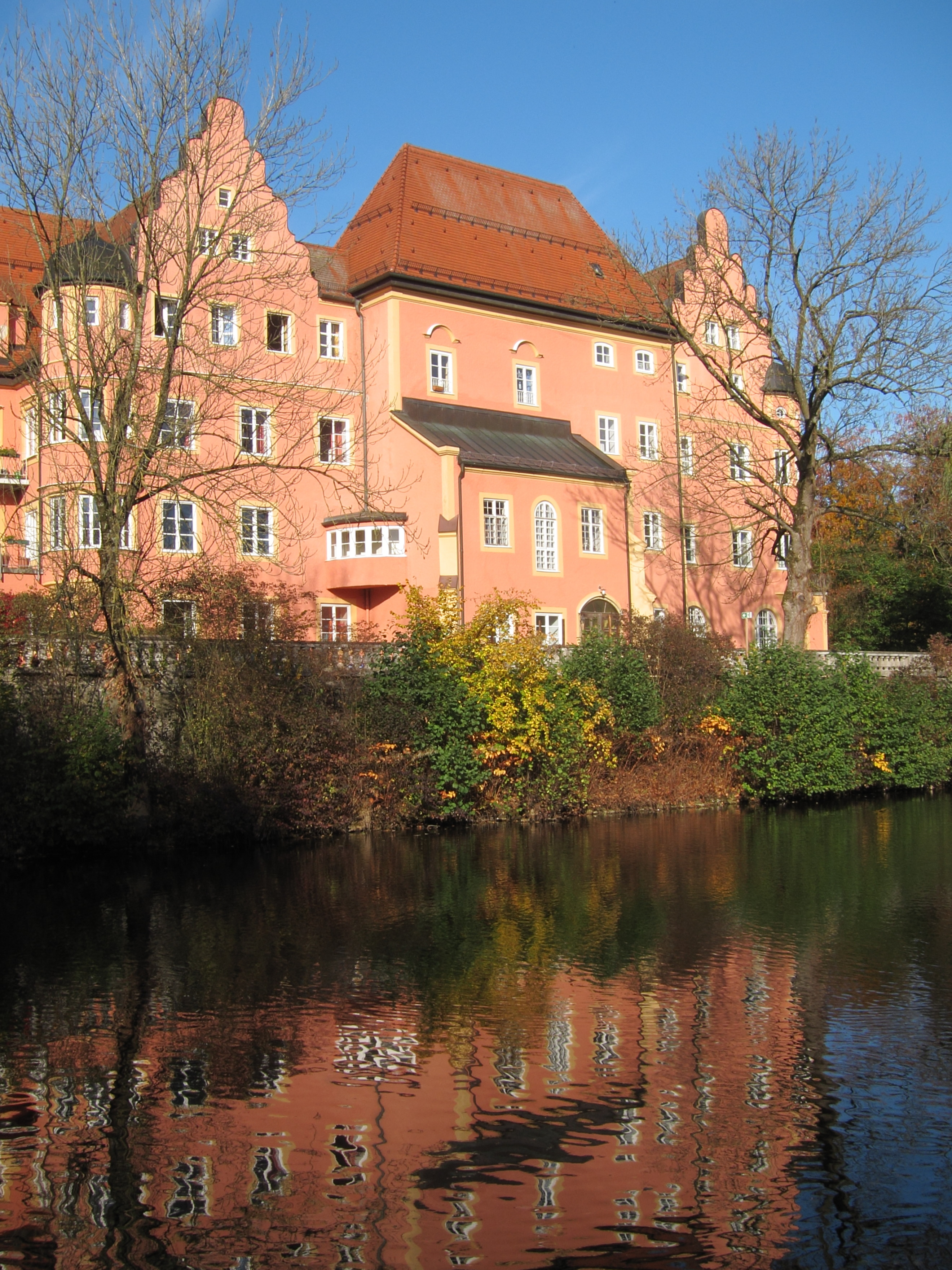
Wasserschloss Taufkirchen von Süden

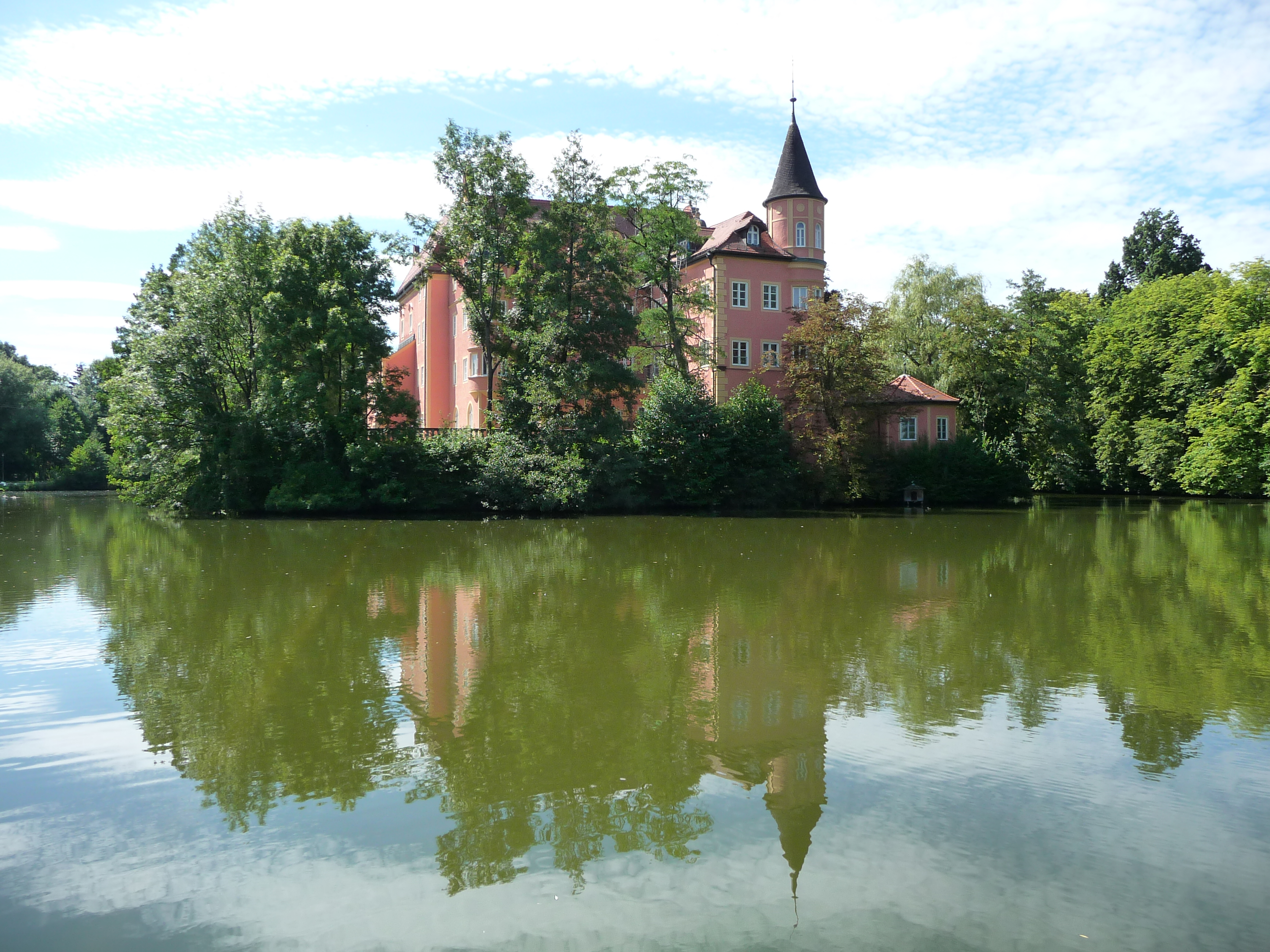
Wasserschloss Taufkirchen von Osten

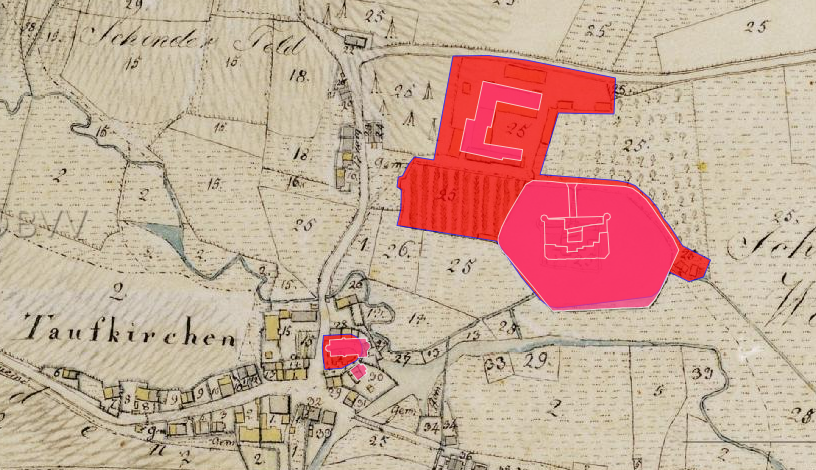
Lageplan von Wasserschloss Taufkirchen auf dem Urkataster von Bayern

Das Wasserschloss Taufkirchen ist ein Wasserschloss in Taufkirchen an der Vils; es steht 200 m nordöstlich der Pfarrkirche St. Pauli Bekehrung.

## Geschichte
Das Schloss wurde 1263 erstmals urkundlich mit seinem Besitzer Grimold von Taufkirchen erwähnt. Später herrschten hier die Herren von Fraunberg. 1544 bis 1672 waren die Fugger die Besitzer, denen die Freiherren von Puech folgten. Im 19. Jahrhundert gehörte das Schloss den Freiherren von Moreau, hier wurde 1860 Alexander von Moreau geboren.
1917 gründeten Taufkirchner Bürger eine Genossenschaft und kauften das Schloss und die Brauerei. 1919 erwarb der Landarmenverband Oberbayern das Schloss und Gut von Taufkirchen. Fünf Jahre später wurde daraus die Oberbayerische Landesfürsorgeanstalt und 1970 das Bezirkskrankenhaus. Aus diesem entwickelte sich das heutige Kbo-Isar-Amper-Klinikum.
Seit Mitte der 1990er-Jahre finden kulturelle Veranstaltungen statt.
2005 erwarb Nico Forster das Schloss, der 2010 verstarb. Bis 2010 wurde das Schloss renoviert und stand zu Teilen der Gemeinde zur Verfügung.
2016 erwarb die Gemeinde Taufkirchen das Schloss von Forsters Erbengemeinschaft.
Das Schloss wird heute für vielfältige kulturelle Veranstaltungen genutzt. Zudem bietet es Räume für die Kreismusikschule Erding sowie den OASE-Kindergarten Taufkirchen (Vils). Überdies finden die standesamtlichen Trauungen der Gemeinde im Schloss statt.
Im Juli 2019 wurde die Förderstiftung Wasserschloss Taufkirchen (Vils) gegründet, um Aktivitäten im Bereich von Kunst, Kultur und Denkmalpflege finanziell zu unterstützen.

## Beschreibung
Das Schloss wurde 1676 auf mittelalterlicher Grundlage errichtet. Es besitzt einen dreigeschossigen Hauptbau mit einer Schlosskapelle, Ecktürmen, Schweifgiebeln und flankierenden Pavillons. Der im Kern aus dem 16./17. Jahrhundert stammende Bau wurde 1898 in Neurenaissanceform umgebaut. Zu dem Schloss gehören vorgelagerte Terrassen mit einer Brüstung sowie eine Schlossbrücke über den Wassergraben (vor 1800). Der das Schloss umgebende Wassergraben stammt vom Ende des 17. Jahrhunderts.
Die Anlage ist unter der Aktennummer D-1-77-139-3 als Baudenkmal verzeichnet. „Untertägige mittelalterliche und frühneuzeitliche Befunde im Bereich von Schloss Taufkirchen (Vils) und seiner Vorgängerbauten mit Wirtschaftshof, abgegangener Mühle und ehem. barocker Gartenanlage“ werden zudem als Bodendenkmal unter der Aktennummer D-1-7638-0143 geführt.

## Schriften
- Buch über das Schloss